# Odus elachypteryx
Odus elachypteryx là một loài ruồi trong họ Asilidae. Odus elachypteryx được Loew miêu tả năm 1871.